# 国民投票
国民投票（こくみんとうひょう）は、広義には国政上の重要問題について、それを直接的に決定したり、議会の決定に資するよう実施される投票制度。狭義には選挙以外で国民が決定を行うレファレンダム（英語: referendum）のみをいう。レファレンダムは「国民表決」とも呼ばれる。
日本では通常、日本以外の制度を含め、国政の場合は国民投票、地方自治の場合は住民投票と訳し分けている。

## 概説
国民主権の思想では、国民が政治権力の源であり、最終決定者である（民主権の原理）。古代ギリシアなどでは民会による直接民主主義が行われた。
しかし全ての問題を国民が直接的に発案・議論・決定する事には限界があるため、国民が代表者（議員）を選出し、国民の信託を受けた議員が議会にて発案・議論・決定する制度が普及した（間接民主主義・代表民主主義）。

### 広義の国民投票
国民投票は広義には政上の重要問題について実施される投票制度で、国民表決（レファレンダム、referendum）のほか、国民発案（イニシアティブ、initiative） や国民解職（リコール、recall）を含み、さらに国民拒否（popular veto）や国民意思表示（plebiscite）といった制度を含むこともある。

### 狭義の国民投票
国民投票は狭義には選挙以外で国民が決定を行う国民表決（レファレンダム）のみをいう。
議会制度を採用した国でも、政治の重要事項については直接民主主義の「民主権の原理」が併用されるようになった。「民主権の原理」を構成するのは『イニシアティブ（国民発案・住民発案）』『リコール（国民解職・住民解職）』『レファレンダム（国民投票・住民投票）』であり、国民投票はそのうちの一つである。間接民主制と併用される直接民主制は、間接民主制を補う参政権として採用されたものである。

## 分類

### 対象による分類
国民投票は対象により、憲法の制定や改正に関する憲法国民投票、法律の制定改廃に関する法律国民投票、条約の承認に関する条約国民投票があり、これらは立法的国民投票という。立法的国民投票のほか、財政的事項に関する財政的国民投票、立法及び財政以外に関する特殊的国民投票、国家機関たる個人に対する対人的国民投票がある。

### 開始手続による分類
国民投票は開始手続により、それが憲法又は法律によって規定されている制度的国民投票と、任意的に問題に応じて臨機に行うことができる純粋任意的国民投票がある。

### 法的拘束力による分類
国民投票は法的拘束力により、確定的国民投票、拒否的国民投票、発案的国民投票、参考的国民投票に分類される。
確定的国民投票は裁可型・決定型ともいい、国民投票で国民からの賛意が得られることを要件に国家意思としての効力を発生させるものをいう。一方、参考的国民投票は諮問型・助言型ともいい、法的拘束力はなく国家意思の形成に当たって参考のために行われるものをいう。住民投票では拘束的住民投票と諮問的住民投票に分類されることもある
拒否的国民投票は、既に確定している国家意思に対して国民投票により国民が反対の意思を表示した場合に効力を失うものをいう。既定のある国家意思について国民投票で存続させるべきではないとの意思表示がなされた場合に失効させる制度は国民拒否（popular veto）と呼ばれている。
発案的国民投票は国民に発案権を認めて実施されるものをいう。国家意思の形成の発案権を国民に認める制度は国民発案（initiative）と呼ばれている。

## 議論
ノーベル賞経済学者アマルティア・センは、為政者は政策に大幅な変更をする前に有権者の意思表示を求める必要があると論じる。例えば民主主義国家において、政府が緊縮財政政策を国民に強いる前には、その政策を施行する前に国民投票などで以って国民がその緊縮政策を容認するかどうかを確かめる必要があるのだ。民主的な社会に住みたいと考える人々は公衆の倫理的・政治的ルールの運用を回避すべきではないということである。
一方でレファレンダムは、一定期間後の再投票などが想定されていない場合には1回の投票で表決が決定するため、結果によっては敗北側の不満が残る。なおスイスではレファレンダムの結果に対し、一定の前提条件を満たせば、後にイニシアティブにより再度レファレンダムを行う事が可能である。

## 各国の制度

### 日本
日本国憲法では憲法改正の際の国民投票のみが規定されており、日本国憲法の改正手続に関する法律が存在する。また地方自治制度では、自治体の住民を対象として一定の住民投票の制度が設けられている。

### フランス
フランスでは、為政者により、自身の統治を正当化することを目的とした国民投票が多用され、投票行為が人気投票・信任投票と化した国民投票を「プレビシット(plebiscite)」と呼び、危険視している。通常の国民投票とプレビシットは、差別化して考えるべきであるという議論がある。

### ドイツ

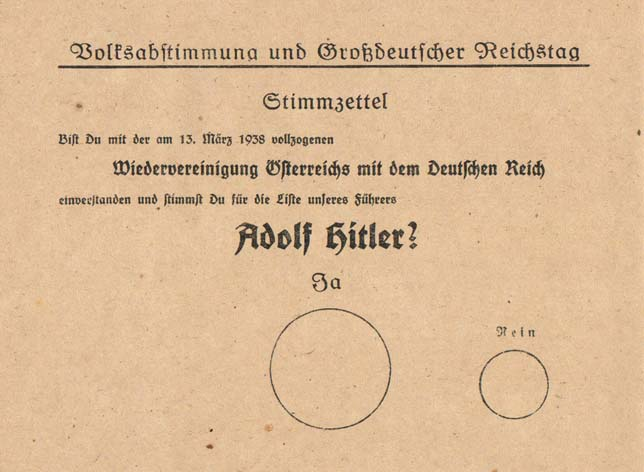
オーストリア併合に伴って行われた民族投票の投票用紙。
「あなたは1938年3月13日に制定されたオーストリアとドイツ国の再統一に賛成し、我々の指導者アドルフ・ヒトラーの党へ賛成票を投じますか」という設問と共に「Ja（はい）」の選択肢が中央に大きく印刷されており、始めから賛成を前提として行われていることが分かる。

ドイツでは、第一次世界大戦後に成立したヴァイマル共和政のヴァイマル憲法下で直接民主制の要素が部分的に採用され、国民の請願や国会の議決で発議できる国民投票が制度化されていたが、ドイツ帝国構成諸国旧君主の財産接収やヤング案受け入れ問題などで、野党が国民投票を利用した。
アドルフ・ヒトラーが首相に就任後の1933年7月14日には「民族投票法」が制定され、民族投票制度が導入されたが、これは従来の国民投票と異なり、政府にしか発議権がなかった。ヒトラーの国家元首（総統）就任や国際連盟脱退、ラインラント進駐、オーストリア併合の際に行われ、いずれも圧倒的な賛成票を得たが、すべて事後に行われたものであり、実質的に信任投票でしかなく、ナチス・ドイツが政策の正統性を補強するのに利用した。
第二次世界大戦後の西ドイツおよび再統一後の事実上の憲法であるボン基本法にも国民投票の規定はあるが、国土の変更や憲法の改正のみを対象としており、また憲法改正の内容も民主主義体制を覆すようなものは禁止されている。

### イギリス
2014年6月、イギリスとの分離独立について、2014年にスコットランドの独立を問う国民投票が行われたが、独立への反対票が有効票数の55.30%となり、分離独立は否決された。
2016年6月、「欧州連合に残留するか・離脱するか（ブレグジット）」について国民投票が行われ、EU離脱派が51.89%と過半数を取る形となり、離脱が可決された。

### スイス
議会の提案で憲法を改正する場合には、投票者の過半数が賛成していることと、賛成票数が過半数を越える州が、12.5州以上であることを同時に満たさねばならない。(準州は、0.5 州として計算される)。他にも、他国との条約の締結や、国際機構への加盟を批准する場合に、この方法が用いられている。国民の提案で憲法を改正する場合には、国民10万人の署名を集めることで憲法改正を議会に要求することができる。その後、国民による再審議を経てレファレンダムを行い、国民投票によって改正の可否を問うことができる。また、連邦議会によって議決された憲法以外の法案については、国民5万人の署名を集めることで、国民はレファレンダムを行うことができる。レファレンダムでは、全ての国民に対し再審議を求めることができ、これを経て国民投票を行う。投票終了後の開票結果が、その法案に対する議決となる。
スイスのレファレンダムと国民投票を主導するのは、議会ではなく国民である。このような参政権の形態はイニシアティブ(国民発議)と呼ばれている。。日本をはじめ、他の国の間接民主制でいう国民投票と大きく異なる点は、議会が国民投票を主導しないことと、国民投票で議決された事項を、再び国民投票にはかるためのイニシアティブ(国民発議)の制度が定着していることである。

### 中華民国（台湾）
国民投票法に基づいて国民投票（繁体字: 中華民國全國性公民投票）が実施される。投票は、普通投票、平等投票、直接投票、無記名投票で行われ、国民投票の結果は所管官庁によって発表され、投票結果の発表日から2年以内の再投票は実施できない。2021年現在、中央選挙管理委員会は20の国民投票を発表・実施している。

### ブルンジ
憲法を改正する場合に国民投票を行う。直近では2018年5月に行われているが、多選を批判されていたピエール・ンクルンジザ大統領が反対勢力を封じ込めるため、投票の棄権を呼び掛けた者に最大3年の禁錮刑を科すという制限が加えられたものであった。